# レボリューション・プロレスリング
レボリューション・プロレスリング（Revolution Pro-Wrestling、略称：RPW）は、イギリスのプロレス団体。イングランドのロンドンを拠点としている。

## 歴史
2012年8月26日、ロンドンで旗揚げ戦を開催。
日本の新日本プロレスと友好関係で多くの選手が参戦したり、RPWからも新日本に選手が参戦している。

## タイトルホルダー
| タイトル                                | 保持者                      | 歴代   |
| --------------------------------------- | --------------------------- | ------ |
| RPW統一ブリティッシュ・ヘビー級王座     | ルーク・ジェイコブス        | 第28代 |
| RPW統一ブリティッシュ・タッグ王座       | チャック・マンボ TKクーパー | 第31代 |
| RPW統一ブリティッシュ・クルーザー級王座 | ウィル・カベン              | 第26代 |
| RPW統一ブリティッシュ女子王座           | メルセデス・モネ            | 第10代 |

## 参戦選手

### 男子選手
- アレックス・コグリン
- アレックス・コズロフ
- アレックス・シェリー
- EVIL
- 石井智宏
- 石森太二
- ウィル・オスプレイ
- 上村優也
- 海野翔太
- AJスタイルズ
- Xパック
- エディ・エドワーズ
- エル・ジェネリコ
- エル・ファンタズモ
- オカダ・カズチカ
- カール・アンダーソン
- カール・フレドリックス
- カイル・オライリー
- カイル・フレッチャー
- KUSHIDA
- クラーク・コナーズ
- クリストファー・ダニエルズ
- クリス・ブルックス
- グレート-O-カーン
- ゲイブ・キッド
- ケニー・オメガ
- 小島聡
- 後藤洋央紀
- コルト・カバナ
- ザック・ギブソン
- ザック・セイバーJr.
- SANADA
- ジェームス・ドレイク
- ジェイ・ホワイト
- ジェイ・リーサル
- ジェフ・コブ
- シェルトン・ベンジャミン
- 柴田勝頼
- ジュース・ロビンソン
- 獣神サンダー・ライガー
- SHO
- ジョエル・レッドマン
- 鈴木みのる
- タイガーマスク（4代目）
- 鷹木信悟
- 高橋ヒロム
- ダグ・ウィリアムス
- 田口隆祐
- 棚橋弘至
- ダニー・ジョーンズ
- チェーズ・オーエンズ
- 辻陽太
- TJP
- デイビーボーイ・スミス・ジュニア
- デイビー・リチャーズ
- ティモシー・サッチャー
- デビッド・フィンレー
- 天山広吉
- ドグ・ギャローズ
- 内藤哲也
- 永田裕志
- 中邑真輔
- 成田蓮
- ニック・ジャクソン
- バレッタ
- BUSHI
- 藤田晃生
- フランキー・カザリアン
- プリンス・デヴィット
- マーク・デイピス
- マーク・ハスキンス
- マーティ・スカル
- マーティン・ストーン
- マイク・ベイリー
- マイケル・エルガン
- マット・サイダル
- マット・ジャクソン
- YOH
- YOSHI-HASHI
- ランス・アーチャー
- リコシェ
- リッチ・スワン
- ロッキー・ロメロ
- ロビー・イーグルス

### 女子選手
- AZM
- ザイヤ・ブルックサイド
- 白川未奈
- ゾーイ・ルーカス
- タヤ・ヴァルキリー
- ブランディ・ローデス
- メルセデス・モネ